# Raymond Wiseman

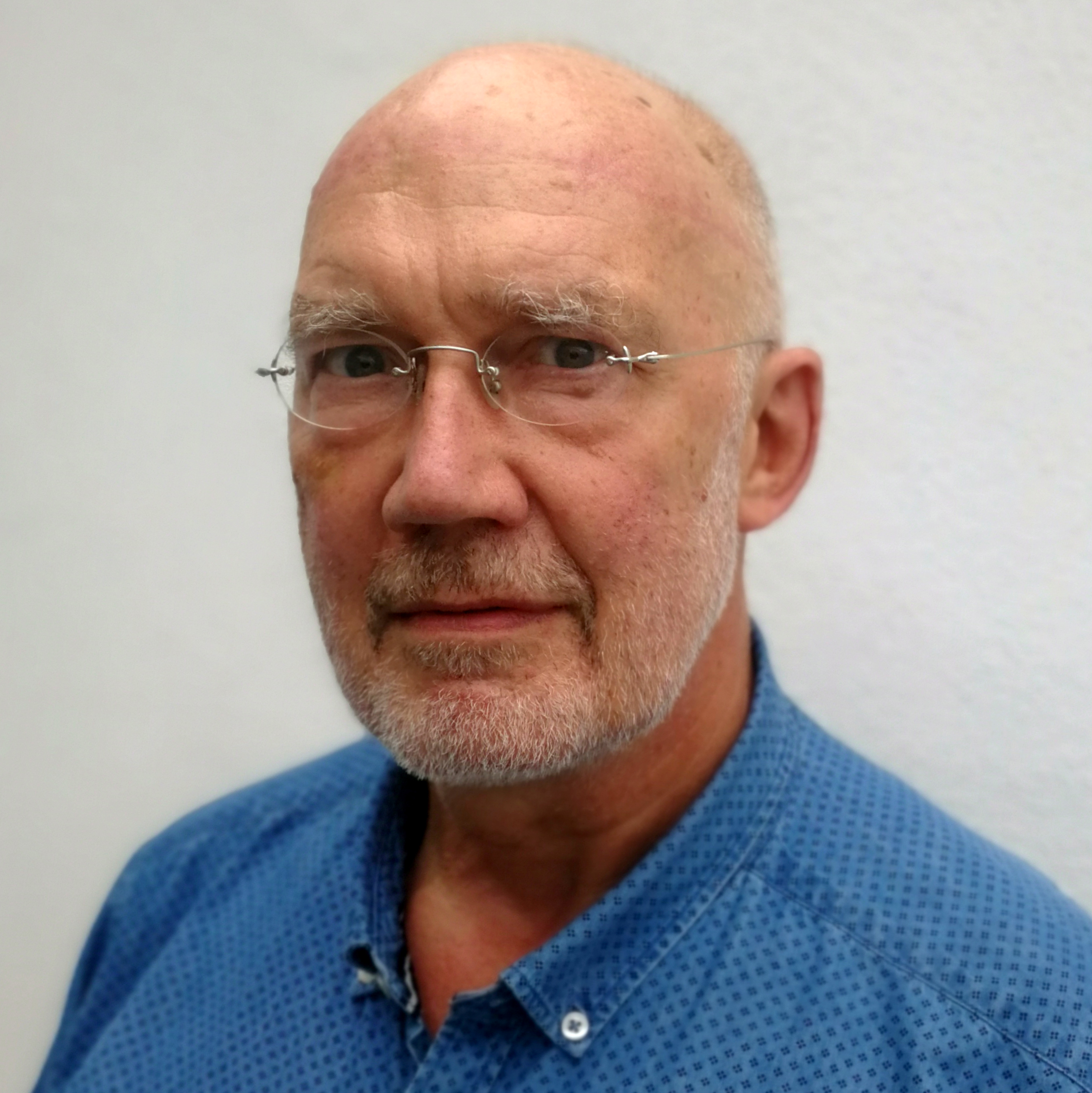
Raymond Wiseman (2019)

Raymond Wiseman (* 18. April 1957 in Düsseldorf, 67) ist ein deutsch-österreichischer Journalist und Fachbuchautor für Computertechnik.

## Leben und Karriere
Nach dem Abitur am Düsseldorfer Görres-Gymnasium 1976 studierte Wiseman ab 1977 an der Heinrich-Heine-Universität in Düsseldorf Germanistik und Philosophie. Er promovierte 1985 bei Manfred Frank zum Dr. phil. mit einer Arbeit über Egon Friedell. Wiseman lehrte dann bis 1988 am Germanistischen Seminar der Heinrich-Heine-Universität.
Zu schreiben begann Wiseman Anfang der 1970er-Jahre. Die erste nachgewiesene Veröffentlichung erschien 1974 in den Literarischen Heften im Raith Verlag (Heft 46).
1987 wandte sich Wiseman populären technischen Themen zu. Nach dem Erscheinen von Microsofts Windows im Jahr 1985 war eine große Nachfrage nach deutschsprachigen Handbüchern und herstellerunabhängigen Praxis-Ratgebern für Software entstanden. Wiseman veröffentlichte in rascher Folge in verschiedenen Fachbuchverlagen wie Sybex (Düsseldorf), im Ullstein-Taschenbuchverlag (Berlin), bei Eichborn (in Frankfurt am Main), beim Econ-Verlag (München) und in der Deutschen Verlags-Anstalt Bücher wie »Das Word für Windows Buch« oder die Dreißig-Titel-Serie »Die 5-Minuten-Methode«.
Die rege Nachfrage ließ Wiseman 1992 das Redaktionsbüro »Wise Man’s« gründen. In dieser Autorengruppe entstanden rund zweihundert Titel mit einer Gesamtauflage von fünf Millionen Exemplaren, zum Teil übersetzt ins Französische, Italienische, Niederländische, Russische und Chinesische, sowie in Blindenschrift.
1989 begann daneben seine Arbeit als freier Technik-Journalist für überregionale Zeitungen wie die FAZ, NZZ, Wirtschaftswoche und Computer-Bild bis hin zum Playboy. Er verfasste Rundfunkbeiträge für WDR und Antenne Düsseldorf und war in Chats aktiv.
Im Jahr 1996 gründete Wiseman die »Up2Day Internet GmbH«, später »Valudo AG«, und war deren geschäftsführender Gesellschafter und (von 2001 bis 2017) Aufsichtsratsvorsitzender. Die Website »Kostenlos.De« für »Gratisprodukte, Gewinnspiele und kundenorientierten Mehrwert« wurde ab 1997 Valudos Hauptaktivität.
Unter dem Pseudonym Peter Prinz entstanden ab 1997 für den Ullstein-Verlag über 160 Ausgaben von Computer-Bild-Taschenbüchern in grafischer Anlehnung an die Bildzeitung. Unter dem Autorennamen Heinrich Puju kamen einerseits Kindergeschichten, andererseits zahlreiche PC-Tipps von Raymond Wiseman auf den Markt.
Raymond Wiseman ist verheiratet, hat einen Sohn und lebt heute, 2019, mit seiner Frau am Niederrhein.

## Veröffentlichungen (Auswahl)
•  Beziehungs - Weise, Kurzprosa und Lyrik. Düsseldorf 1982, Wiseman - Eigenverlag
- Egon Friedell, Die Welt als Bühne. München 1987, W. Fink.
- Das Word für Windows Buch. Düsseldorf 1990, Sybex (aktualisierte Auflagen bis 1999).
- Die 5-Minuten-Methode, Frankfurt am Main 1994 bis 1996, Ullstein/Sybex (30 Titel).
- Schnäppchen im Datennetz. Frankfurt am Main 1996, Eichborn.
- Computer-Bild-Taschenbücher, Berlin 1997 bis 2010, Ullstein Taschenbuchverlag (über 160 Titel unter registriertem Pseudonym Peter Prinz).
- Wise Man’s Kursbuch Studienerfolg, Düsseldorf 1998, Econ.
- Hilfe, mein Kind surft. Mit Kindern das Internet entdecken. Stuttgart 1999, DVA.